# Pithecia napensis
El saki Napo (Pithecia napensis), también conocido como el saki monje de Napo, es una especie de mono saki, un tipo de mono del Nuevo Mundo. Su área incluye partes del este de Ecuador y el norte de Perú. El nombre proviene del Río Napo en su localidad. Esta especie fue descrita originalmente por Lönnberg como la subespecie Pithecia monachus napensis. y ha sido tratado como un sinónimo de P. monachus monachus. Philip Hershkovitz lo retuvo bajo P. monachus en 1987, pero fue elevado a estatus de especie completa en 2014.